# Prunières (Altos-Alpes)
Prunières é uma comuna francesa na região administrativa da Provença-Alpes-Costa Azul, no departamento de Altos-Alpes. Estende-se por uma área de 13,2 km². Em 2010 a comuna tinha 305 habitantes (densidade: 23,1 hab./km²).